# Josef Fuchsloch

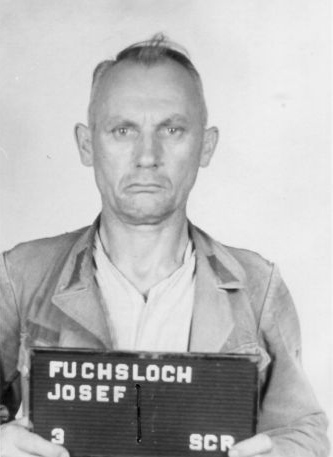
Josef Fuchsloch im Juni 1947

Josef Fuchsloch (* 19. März 1896 in Augsburg; † 1973) war ein deutscher SS-Oberscharführer und als Schutzhaftlagerführer im Außenlager Harzungen des KZ Mittelbau eingesetzt.

## Leben
Fuchsloch erlernte nach Beendigung seiner Schullaufbahn das Maurerhandwerk. Am Ersten Weltkrieg nahm er als Soldat teil. 1932 machte er sich als Maurermeister selbständig. Mit Beginn des Zweiten Weltkrieges wurde er zur Luftwaffe eingezogen und verrichtete altersbedingt im Rang eines Oberfeldwebels Dienst in Bau- und Ersatzbataillonen.
Mit anderen Angehörigen der Luftwaffe wurde er im Mai 1944 zur Verstärkung des Lagerpersonals in das KZ Buchenwald versetzt und war für etwa zwei Monate in den Lagern Wieda und Nüxei der SS-Baubrigade III tätig. Im Juli 1944 erfolgte seine Versetzung in das Außenlager Harzungen, wo er zunächst als Bauleiter tätig war. Im Dezember 1944 wurde Fuchsloch im Außenlager Harzungen Schutzhaftlagerführer, nachdem sein Vorgänger auf diesem Posten krankheitsbedingt ausgefallen war. Im September 1944 wurde Fuchsloch, wie auch die anderen Angehörigen der Luftwaffe im Lagerdienst, in die Waffen-SS übernommen.
Nach Kriegsende wurde Fuchsloch im Dachauer Dora-Prozess, der im Rahmen der Dachauer Prozesse vom 7. August 1947 bis zum 30. Dezember 1947 stattfand, mit 18 weiteren Beschuldigten angeklagt und aufgrund entlastender Aussagen ehemaliger Funktionshäftlinge freigesprochen.